# Султан II бин Сакр аль-Касими
Шейх Султан II бин Сакр аль-Касими (? — 1951) — правитель эмирата Шарджа (1924—1951). После того как его отец передал власть в Шардже Халиду бин Ахмеду Аль-Касими, Султан бин Сакр оказался обездоленным и женился на дочери Абдулрахмана ибн Шамси, мятежника-сепаратиста из Аль-Хиры. Воодушевленный непопулярностью Халида и силой личности и оружия Абдулрахмана, Султан бин Сакр сверг Халида и стал эмиром Шарджи. Однако он обнаружил, что в глубине эмирата преобладают бедуинские племенам, а восточное побережье подчиняется бывшему правителю Халиду бин Ахмеду, оставив Султана правителем ряда прибрежных поселений, многие из которых постоянно пытались выйти из-под его власти.

## Наследование
Отец Султана, эмир Шарджи Сакр бин Халид аль-Касими (1883—1914), умер, когда Султан был ещё маленьким мальчиком. Незадолго до своей смерти эмир Сакр согласился, чтобы Халид бин Ахмад Аль-Касими (его старший двоюродный брат) стал новым эмиром. Халид бин Ахмед унаследовал титул эмира Шарджи в 1914 году.
Султан ибн Сакр, достигнув совершеннолетия, обратился к эмиру Шарджи Халиду бин Ахмеду с просьбой вернуть ему имущество и деньги, которые он захватил, придя к власти, но тщетно. Султан покинул Шарджу в 1921 году и поселился в Дубае. В 1923 году он женился на дочери Абдулрахмана ибн Мухаммада Аль-Шамси, главы Аль-Хира, зависимого города в эмирате Шарджа, который был втянут в открытый конфликт как с правителями Шарджи, так и с Аджманом.
Халид бин Ахмед Аль-Касими воспринял это как вызов и напал на тестя Султана в его доме в Аль-Хире. После ходатайства британского агента-резидента Абдулрахман покинул Аль-Хиру и переехал жить в Дубай к своему зятю Султану.
К этому времени население эмирата уже было сыто по горло правлением Халида. Последний был непопулярен и считался слабым, потеряв Рас-эль-Хайму и мятежную Аль-Хиру. Его действия по отношению к Султану, как сыну бывшего эмира, широко осуждались, а его налоги и сборы вызывали негодование. 1 ноября 1924 года Султан бин Сакр был приглашен в Шарджу и, действуя при поддержке Абдулрахмана и его войск, сверг эмира Халида бин Ахмеда в ходе 11-дневного конфликта.

## Правление
Хотя Халид бин Ахмед и был смещен с поста эмира Шарджи, он имел значительное влияние на восточные владения эмирата — Дхайд, Диббу и Кальбу. Взяв под свой контроль Шарджу, Султан бин Сакр сместил брата свергнутого Халида Рашида бин Ахмеда с поста вали (губернатора) Диббы. Однако он был восстановлен в 1926 году после того, как возглавил народное восстание, и оставался вали до своей смерти в 1937 году.
В июне 1927 года, после короткой и кровопролитной битвы в Шардже между силами, лояльными Халиду бин Ахмеду, и силами, лояльными Султану бин Сакру, между султаном и Халидом было достигнуто соглашение о содержании семьи свергнутого правителя. Таким образом, крепость в Дхайде и доходы от внутреннего оазиса перешли к Халиду бин Ахмеду. Дхайд, в 1906 году, приносил около 228 таллеров Марии Терезии ежегодно в ценах на воду, а также доход от продажи фиников.
Несмотря на согласие Султана бин Сакра, Халид бин Ахмед остался в Умм-Аль-Кавайне и послал несколько своих людей в Дхайд, чтобы занять его недавно приобретенную собственность, поскольку бедуины, которые охраняли форт для Султана, все ещё были активны в этом районе. При поддержке шейхов бедуинских племен бани Кааб и Наим, которые выступали за ослабление Шарджи, было решено, что правитель Рас-эль-Хаймы Султан бин Селим Аль-Касими будет владеть Дхайдом «от имени Халида бин Ахмеда». Эта договоренность не была полностью поддержана самим Султаном бин Селимом, который опасался антагонизма с Султаном бин Сакром, а также полагал, что Халид бин Ахмед будет представлять собой постоянное финансовое бремя с небольшой надеждой на какое-либо возвращение, кроме конфликта.
В июле 1928 года Халид бин Ахмед наконец полностью подчинил своей власти Дхайд.

## Абдулрахман Аль-Шамси
Тесть султана был, мягко говоря, колоритной фигурой и в октябре 1925 года был обвинен в убийстве двоюродного брата агента резидентуры. Хотя никто не сомневался, что Абдулрахман невзлюбил этого человека, доказательств его причастности к убийству было мало, и британцы послали своего резидента (в сопровождении бахрейнского торговца Юсуфа Кану) в Шарджу для расследования. Они пришли к выводу, что виноват Абдулрахман. Это вызвало растущий протест и вспышку напряженности между Аль-Бу Шамисом и другими лидерами на побережье.
В связи с ростом напряженности и последующей нестабильностью британский политический резидент решил сослать Абдулрахмана в Аден на четыре года. Капитан Парри из Триада был послан в Рас-эль-Хайму, чтобы арестовать Абдулрахмана, но Султан ибн Салим Аль-Касими, правитель, отказался выдать Абдулрахмана, пока британцы не выпустили едва завуалированные угрозы бомбардировать прибрежные города, включая Эль-Хира и Шарджу. 16 июня 1926 года Абдулрахман был отправлен в изгнание, но в 1929 году ему было разрешено вернуться после продолжительных протестов во главе с Султаном бен Сакром и лидерами Аль-Бу Шамис.
Абдулрахман должен был стать верным и полезным союзником Султана бин Сакра, которого считали слабым многие бескомпромиссные и воинственные вожди бедуинских племен, такие как бани Китаб, объявившие войну Султану, но которые были союзниками Абдулрахмана. Когда в 1933 году разразилась война между Шарджой и Аджманом, Абдулрахман призвал племена бани Китаб и Манасир сражаться на стороне Шарджи. Это не остановило бани Китаб, которые были главенствующими в большей части внутренних районов полуострова, в 1936 году бани Китаб запретили геологам нефтяных концессий исследовать внутренние районы, даже несмотря на то, что они имели разрешение от Султана. В конце концов Султан бин Сакр должен был просить своего предшественника Халида ибн Ахмеда Аль-Касими ходатайствовать от его имени перед бани Китаб — Халид стал очень влиятельным вождем среди племен восточного побережья. Однако это не увенчалось успехом, Султан бин Сакр сохранил эффективный контроль к 1937 году только над западной прибрежной зоной Шарджи.
Влиятельная личность и положение Абдулрахмана, по-видимому, придавали ему доминирующую роль в его отношениях с Султаном, который начал возмущаться своим тестем-особенно когда он объявил Аль-Хиру независимой от Шарджи. Он попытался подвергнуть Абдулрахмана остракизму со стороны других лидеров, но безуспешно, и только после смерти Абдулрахмана Аль-Хира была подтверждена как часть территории Шарджи.

## Восточное побережье
Тезка Султана бин Сакра в XVIII веке установил господство рода Аль-Касими над восточным побережьем, областью, известной как Шамалия, но отношения Аль-Касими с доминирующим племенем Фуджейры Шаркийин были неоднозначными. Лидеры племени Шаркийин в ряде случаев выступали за отделение от Шарджи, но также и к вторжению на территорию Кальбы. В 1926 году напряженные отношения переросли в открытый конфликт между Кальбой и Фуджайрой. Ряд племенных объединений были вовлечены в борьбу, и Шарджа, Маскат и Рас-эль-Хайма были вовлечены в то, что, казалось, перерастало в крупный межплеменной конфликт. Участие Султана Маската привело к соглашению, согласованному всеми сторонами, и был заключен, только чтобы снова оказаться под угрозой в 1927 году. К 1936 году предоставление англичанами статуса перемирия Кальбе и установление Халидом ибн Ахмедом Аль-Касими стабильного правления над Кальбой стабилизировали ситуацию.

## Аэропорт Шарджи
Авиамаршрут, соединяющий Британскую империю, был создан компанией Imperial Airways. Маршрут пролегал из аэропорта Кройдон в Лондоне через Каир в Кейптаун (ЮАР) и Брисбен (Австралия). Соглашение об использовании базы на персидском заливе угасло в 1932 году, и впоследствии был найден южный маршрут. Переговоры с несколькими шейхами перемирия привели к тому, что британские предложения были отклонены, прежде чем, наконец, эмир Шарджи Султан бин Сакр согласился — с оговорками — разместить аэродром. 22 июня 1932 года было заключено соглашение с Султаном бин Сакром, которое обеспечило ему ежемесячную арендную плату в размере 800 рупий за права на посадку и сборы и личную субсидию в размере 500 рупий. Обеспокоенный тем, что аэродром приведет к британскому вмешательству во внутренние дела Шарджи, он также получил заверения, что британское судоходство будет проходить через Шарджу, обеспечивая доход для городских торговцев.
Он согласился построить дом отдыха для экипажа и пассажиров, который был защищен против «возможных, но маловероятных набегов бедуинов», согласно документальному фильму 1937 года Air Outpost, в котором фигурировал аэропорт Шарджи. Султан бин Сакр также предоставил несколько вооруженных людей в качестве охраны.
Первоначально этот маршрут выполнялся компанией Handley Page H.P.42, причем два еженедельных рейса приземлялись в Шардже в воскресенье и среду вечером на исходящем рейсе, а также в среду и субботу вечером на обратном рейсе. Резервная посадочная полоса была создана в Кальбе в августе 1936 года.
К 1938 году Шарджа больше не была ночной остановкой на маршруте, хотя полеты Imperial Airways из Сиднея в Лондон включала ночную остановку в Дубае, после заключения гражданских авиационных соглашений с правителем Дубая. Вспыхнувшая стычка между Дубаем и узурпаторами, бежавшими в Аль-Хан в Шарджу в 1940 году, поставила под угрозу безопасность аэропорта Шарджи и привела к необычному вмешательству британского агента в наземный спор: британцы ранее ограничивали свои интересы и договоры исключительно морскими делами.
Аэропорт широко использовался Королевскими ВВС во время Второй мировой войны, и было заключено новое соглашение с Султаном о создании базы Королевских ВВС в Шардже.

## Раскол эмирата
Правление Султана бин Сакра было омрачено попытками отделения не только Аль-Хиры, но и Кальбы, Диббы, Фуджайры, Эд-Дайда, Аль-Хана и Хамрии. Потеряв эффективный контроль над восточным побережьем и внутренними районами, он полагался на британское вмешательство, чтобы сохранить контроль даже над своими уменьшенными прибрежными владениями . Пытаясь разрешить доступ во внутренние районы страны иностранным геологам, занимающимся разведкой нефти на условиях концессий, которые он подписал, он был вынужден просить Халида бин Ахмеда о помощи в умиротворении племен восточного побережья и внутренних районов, в частности бани Китаб заплатили Халиду 1500 рупий за его заступничество.
Эмир Шарджи Султан бин Сакр скончался в 1951 году. Его старший сын и наследник, Сакр бин Султан, потерял престол в 1965 году, но с 1999 года наследным принцем является Султан бин Мухаммад, его прямой внук. Ахмед, другой сын Султана бин Сакра, занимал должности заместителя эмира в 1990—2020 годах (его смерть), а также министра юстиции ОАЭ в 1972—1976 годах.